# Consolea intermedia
Consolea intermedia es una especie de planta suculenta perteneciente al género Consolea, dentro de la familia Cactaceae. Es endémica de la República Dominicana.

## Descripción
Consolea intermedia es una especie de cactus que crece en forma de árbol o arbusto muy ramificado y con tallos segmentados y aplanados. Sobre los tallos se asientan areolas que presentan gloquidios y espinas cortas y erizadas, principalmente en tallos jóvenes, ya que con la edad suelen estar ausentes.
Las flores están abiertas durante el día, se cierran por la noche y suelen abrirse durante tres días seguidos. Los frutos son carnosos y contienen semillas de color blanco amarillento en su interior. Miden de 3 a 4 mm de largo y están fuertemente comprimidas lateralmente.

## Distribución y hábitat
El área de distribución nativa de esta especie es la República Dominicana y crece principalmente en el bioma tropical estacionalmente seco. 

## Taxonomía
Consolea intermedia fue descrita por los botánicos Paul Hoxey y Andrew Gdaniec, y publicada por primera vez en la revista científica Caribbean Journal of Science 53: 127 en el año 2023.
Etimología
- Consolea: nombre genérico otorgado en honor al botánico italiano Michelangelo Console, un inspector del Jardín Botánico de Palermo.
- intermedia: epíteto específico latino que significa "intermedia".[3]

## Usos
Se cultiva principalmente como planta ornamental y su propagación se realiza a través de esquejes o semillas.